# Irene Marquardt

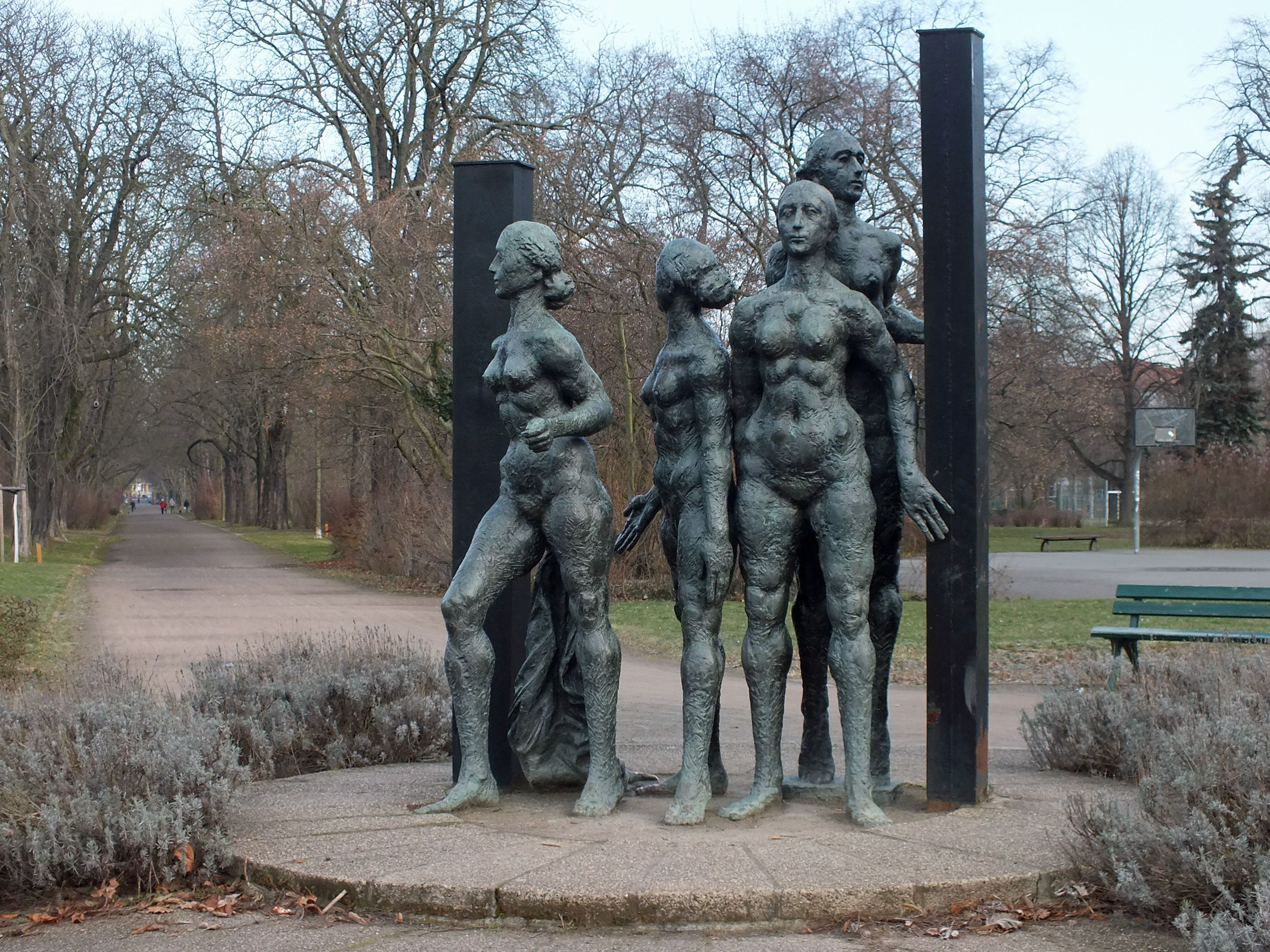
Bronzegruppe „Studentinnen“ im Leipziger Friedenspark

Irene Marquardt (* 9. Februar 1943 in Leipzig; † 4. März 2023) war eine deutsche Bildhauerin.

## Leben
Irene Marquardt besuchte von 1959 bis 1962 die Arbeiter-und-Bauern-Fakultät der Hochschule für Bildende Künste Dresden. Anschließend absolvierte sie 1962/1963 eine Lehre als Keramikformer im Porzellanwerk Kahla. Von 1964 bis 1969 studierte sie an der Hochschule für Bildende Künste Dresden und belegte dort die Fachrichtung Plastik bei Walter Arnold. Weitere Lehrer waren Gerd Jaeger, Hermann Naumann und Hans Steger. Ab 1969 arbeitete sie als freischaffende Bildhauerin in Leipzig.
Sie schuf, beeinflusst von den französischen Bildhauern Aristide Maillol und Auguste Rodin, lebensechte Figuren und Porträts in Stein, Bronze und Terrakotta. Bekannt wurde sie mit Bronzeplastiken im öffentlichen Raum, wie der Gruppe „Studentinnen“ im Leipziger Friedenspark und der Gruppe „Jugend“ in Grünau.

## Mitgliedschaften
- bis 1990 Verband Bildender Künstler der DDR
- ab 1990 Bund bildender Künstlerinnen und Künstler Leipzig (BBKL)

## Werke (Auswahl)
- Denkender, Gips für Bronze, 1974
- Geschundener, getönter Gips für Aluminium, 1979
- Porträt Paul Dessau II, Gips, 1979
- Studentinnen, Bronze, 1983, Leipzig, Friedenspark
- Plastikgruppe Jugend, 1982, Leipzig-Grünau, Alte Salzstraße[3]
- 6 Wandreliefs, Keramik, 1985, Leipzig-Grünau, Gaststätte Grünauer Krug
- Kleine Landschaft, Terrakotta, 1991
- Wagenlenkerin, Bronze, 1991[2]

## Ausstellungen

### Einzelausstellung
- 1985: Leipzig, Galerie „Wort und Werk“ (mit Christel Blume-Benzler)

### Teilnahme an zentralen und wichtigen regionalen Ausstellungen in der DDR
- 1972, 1974, 1979 und 1985: Leipzig, Bezirkskunstausstellungen
- 1977: Leipzig, Messehaus am Markt („Kunst und Sport“)
- 1978: Frankfurt/Oder, Galerie Junge Kunst („Junge Künstler der DDR“)
- 1983: Magdeburg, Museum Kloster Unser Lieben Frauen („Junge Bildhauerkunst der DDR“)
- 1984: Leipzig, Museum der bildenden Künste („Kunst in Leipzig 1949 - 1984“)
- 1987: Dresden, Galerie Rähnitzgasse („Wirklichkeit und Bildhauerzeichnung“)